# ۶۰ خرچنگ
۶۰ خرچنگ یک ستاره است که در صورت فلکی خرچنگ قرار دارد.